# 반독 감정

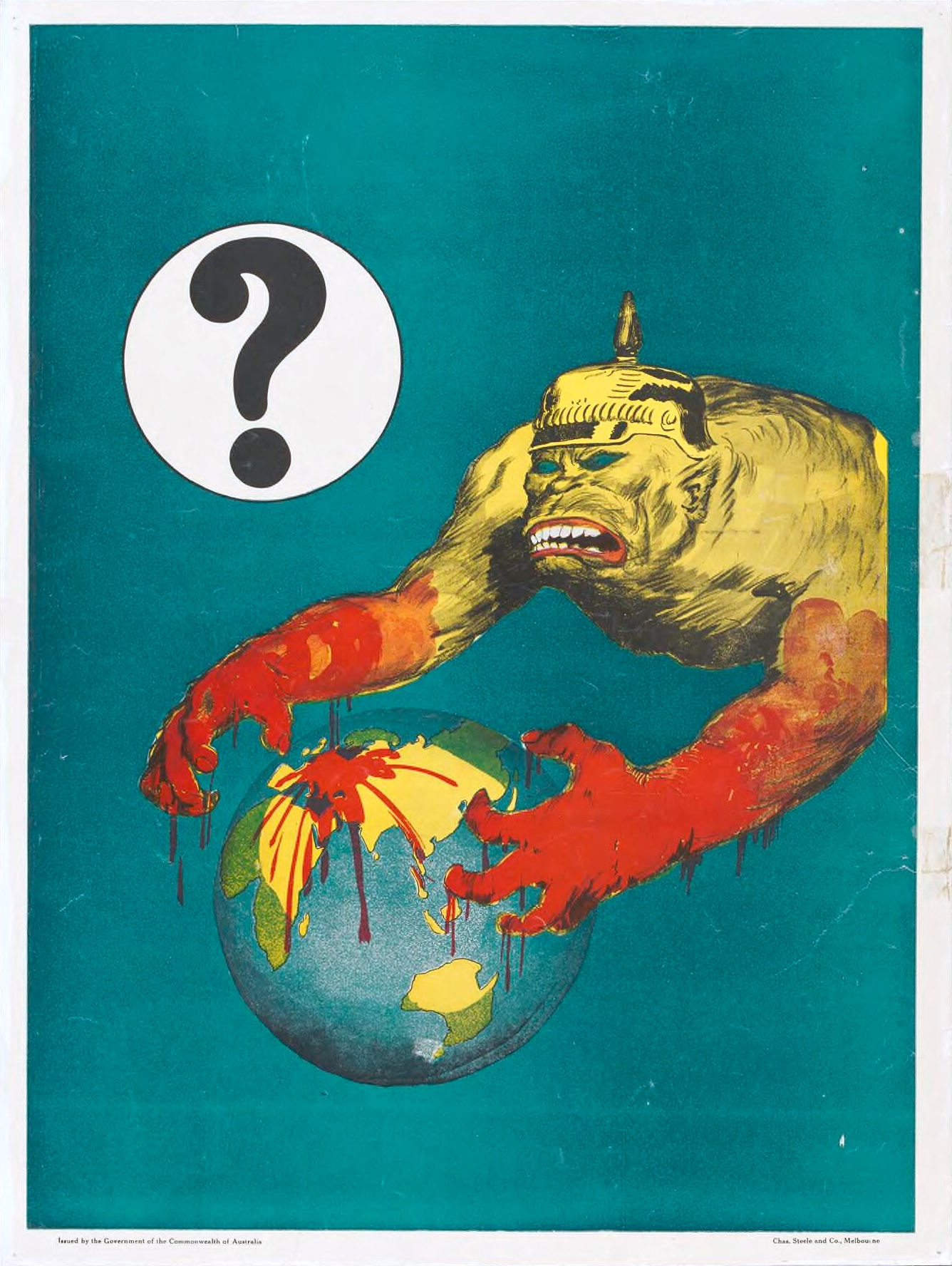

반독 감정(反獨感情, 영어: Anti-German sentiment, Germanopobia)은 독일이나 독일인, 또는 독일과 관련된 모든 것에 대하여 사람들이 가지는 적개심이나 반감을 통틀어 가리키는 말이다.
나치 독일이 일으킨 제2차 세계 대전과 인종 대학살의 영향으로 큰 피해를 본 폴란드, 체코, 슬로바키아 등의 동유럽 국가와 러시아, 그리고 유대인들이 많이 모여 있는 이스라엘 등지에 남아있다. 이 외에도 프랑스, 네덜란드, 영국, 이탈리아, 덴마크, 노르웨이, 스페인 등지에도 독일에 대한 반감이 많이 남아 있고, 러시아 주변 CIS 국가들은 물론 일부 아프리카 및 오세아니아 국가에서도 반독 감정의 경향이 큰 나라들도 간혹 있다. 그래서 대체로 러시아를 중심으로 하는 동유럽 및 중북부 유럽, 서유럽, 아프리카 북서부의 모로코, 튀니지 등이 있다. 그리고 최근에는 튀르키예, 대한민국, 그리스, 이라크, 이란, 시리아 등 일부 국가에서도 반독 감정의 경향이 커지고 있는 중이다.

## 지역별 반독 감정

### 동아시아
독일의 기업 호른바흐에서 송출한 광고 중에, 독일인의 땀에 젖은 속옷을 가공하여 아시아에 수출해 그것을 자판기에서 뽑아 냄새를 맡아 황홀해하는 동아시아 여성을 다룬 광고가 있어, 동아시아권에서 큰 논란이 되었다. 이것에 대해 호른바흐는 "땀 페티시를 유머러스하게 해석했다" 라고 해명했지만, 별다른 효과는 없었다. 결국 한국문화원에서는 호른바흐를 향한 공식적인 항의를 진행했다.
일부 일본인들도 반독 감정이 존재하며, 일부 중국인, 미국인들도 마찬가지이다.

### 대한민국
대한민국에 존재하는 반독 감정은 주로 인종차별으로부터 나타난 반독 감정이 많다. 이러한 감정은 한국에서 가장 영향력 있는 스포츠 선수에게도 나타난 사례가 있는데 대표적으로 손흥민이 "독일에서 인종차별을 당해 복수에 성공한 독일전이 내 인생에서 최고의 경기였다" 라고 평가했다. 손흥민 선수는 어릴 적에 독일에 간 적이 있는데 인종차별을 많이 경험하였고, 이를 갚아준 것이 자신에게 있어서 최고의 경기가 되었다는 것이다.
민간에서도 독일에서 당한 인종차별에 대한 경험이 공유되고 공론화되기도 한다. 방탄소년단을 코로나에 비유한 독일의 라디오 진행자의 이야기가 한동안 대한민국 내에서 화제가 되기도 하였다.
이것 때문에 양국은 약간의 갈등도 있다는 점이기도 한다. 한국인들이 해외에 가기 두려워할 정도로. 이 말고도 일부 독일인들도 반한 성향이 꽤 있는 편이다. 독일에서는 중국인과 일본인들보다 한국인을 더욱 싫어하는데, 네오 나치들이 주장하는 것 중 '독일도 한국처럼 독재자를 뽑은 후 분단되면 경제가 회복될 것이다'와 같은 주장에 한국이 포함되기 때문이다. 때문에 독일인들은 한국을 싫어하게 되고, 한국인들도 독일에 좋은 감정을 가지지 못하게 된다.
훔볼트포럼 행사 당시, 한국에 "한국은 청나라의 속국이라 그들의 문화재에 관심이 없었다" 라고 진행자가 이야기한 것으로 전해져, 한국에서는 독일의 안내원이 가진 역사관을 지적하고 이에 따라 한국 내에서 반독 감정이 생기는 문제가 되었다. 하지만 이것이 오해라는 지적도 존재했다. 담당 큐레이터는 아시아미술관의 한국 갤러리 소장품이 적은 이유로 "문화재 수집가 등이 한국을 중국의 '속국'이라고 인식했고, 한국 문화재를 구하는데 큰 관심을 두지 않았다"고 설명했다.

## 같이 보기
- 반러 감정
- 반미주의
- 반중 감정
- 반영 감정
- 반불 감정
- 반한 감정
- 반일 감정
- 반이 감정 - 이탈리아에 관한 반감이 있는 것들
  - 나치 독일
  - 홀로코스트
  - 신나치주의